# Scoliocentra biconfusa
Scoliocentra biconfusa är en tvåvingeart som beskrevs av Gorodkov 1972. Scoliocentra biconfusa ingår i släktet Scoliocentra och familjen myllflugor. Inga underarter finns listade i Catalogue of Life.